# Rue Saint-François-de-Sales
La rue Saint-François-de-Sales est une rue du quartier d'Ainay située sur la presqu'île dans le 2e arrondissement de Lyon, en France.

## Situation et accès
La rue débute rue Sala et se termine rue Sainte-Hélène. La circulation se fait dans le sens de la numérotation avec un stationnement d'un seul côté.

## Origine du nom
La rue doit son nom à saint François de Sales (1567-1622), évêque et fondateur de l'ordre de la Visitation qui meurt dans la maison du jardinier du couvent de Lyon à l'angle de la rue Sainte-Hélène et de la rue Saint-François-de-Sales. Ce nom est attesté en 1745.

## Histoire
La rue est ouverte en 1815 dans le centre d'un vaste tènement appelé le Plat d'Ainay et appartenant aux Vernay, importante famille lyonnaise qui a donné à Lyon de nombreux conseillers et échevins ainsi qu'un abbé d'Ainay.
Le monastère de la Visitation de Lyon est fondé en 1615 à la demande de Mgr de Marquemont. Les sœurs habitent provisoirement rue du Griffon. En 1617, elles s'installent dans leur nouveau monastère qui porta le nom de Visitation Sainte Marie de Bellecour, situé au niveau de l'actuelle N°9 de la rue Sainte-Hélène, le long de la rue Saint-François-de-Sales.
Après le décès de François de Sales, les religieuses gardent le cœur de leur fondateur dans un reliquaire. En 1792, la révolution française décrètent la vente du monastère. Les religieuses partent en Italie en emportant avec elles la relique du cœur et trouvent refuge à Mantoue avant de s'installer définitivement à Venise.
En 1908, l'état italien les exproprie, elles déménagent donc à Trévise et emmène le cœur avec elles, c'est dans cette ville qu'il se trouve actuellement.